# Archieparchia smoleńska
Archieparchia smoleńska – archieparchia (archidiecezja) Kościoła unickiego. Powstała w 1625 r., by przyciągnąć do unii brzeskiej wiernych prawosławnej archieparchii smoleńskiej i dorohobuskiej podległej metropolii kijowskiej. Obejmowała województwo smoleńskie i czernihowskie. W wyniku wojny polsko-rosyjskiej (1654-1667) jej terytorium znalazło się pod władzą Rosji. Po zdobyciu Połocka przez wojska rosyjskie w 1654 r. ponownie erygowano prawosławną eparchia smoleńska, podporządkowaną patriarsze moskiewskiemu. Odtąd do rozbiorów funkcjonowało jedynie tytularne arcybiskupstwo smoleńskie.